# Pempheris poeyi
Pempheris poeyi är en fiskart som beskrevs av Bean, 1885. Pempheris poeyi ingår i släktet Pempheris och familjen Pempheridae. Inga underarter finns listade i Catalogue of Life.